# Alexandre Buonacorsi
Alexandre Buonacorsi (né le 5 août 1740 à Macerata, dans l'actuelle région des Marches et mort le 24 avril 1817 à Rome) était un homme politique italien, français sous l'Empire.

## Biographie
Né à Macerata le 5 août 1740, Alexandre Buonacorsi se signale pendant le règne de Napoléon Ier par son dévouement au gouvernement de l'empereur. Il fut désigné par celui-ci le 22 février 1811 pour faire partie du Sénat conservateur.
Le 23 octobre 1811, il est créé comte de l'Empire.
Il y vote en 1814 la déchéance de napoléon.
Il meurt à Rome le 24 avril 1817.

## Titres
- Comte Buonacorsi et de l'Empire (lettres patentes du 23 octobre 1811, Amsterdam[1]) ;

## Armoiries
| Figure | Blasonnement |
|        | Armes du comte Buonacorsi et de l'Empire Coupé au premier parti à dextre des comtes sénateurs, à sénestre d'argent à la rose feuillée et tigée au naturel, soutenue d'une mer en champagne de sinople ; au deuxième d'azur au lion d'or. - Livrées : les couleurs de l'écu, le verd en bordure seulement. |

## Sources
- « Alexandre Buonacorsi », dans Adolphe Robert et Gaston Cougny, Dictionnaire des parlementaires français, Edgar Bourloton, 1889-1891 [détail de l’édition]